# Pałac w Siedliskach
Pałac w Siedliskach – wybudowany w   1889 r., w miejscowości Siedliska.

## Historia
Obiekt jest częścią zespołu pałacowego, w skład którego wchodzą jeszcze: park, piwnica, wędzarnia, palmiarnia, czworak, ogrodzenie.

## Przypisy

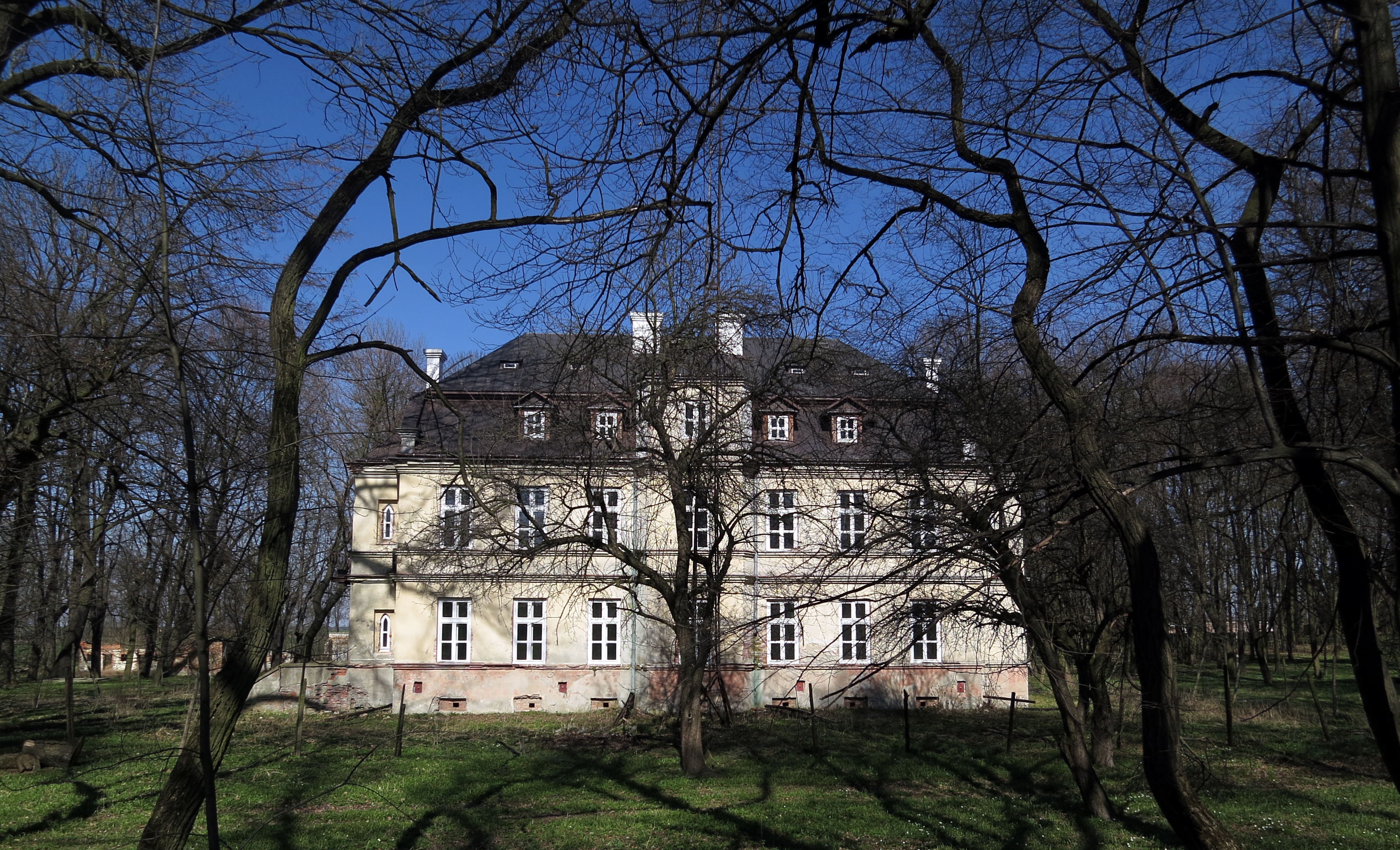